# Округ Џексон (Мисисипи)
Округ Џексон (енгл. Jackson County) је округ у америчкој савезној држави Мисисипи.

## Демографија
По попису из 2010. године број становника је 139.668, што је 8.248 (6,3%) становника више него 2000. године.
| Група             | 2000.          | 2010.          |
| Белци             | 97.461 (74,2%) | 97.670 (69,9%) |
| Афроамериканци    | 27.432 (20,9%) | 30.034 (21,5%) |
| Азијати           | 2.059 (1,6%)   | 3.023 (2,2%)   |
| Хиспаноамериканци | 2.807 (2,1%)   | 6.378 (4,6%)   |
| Укупно            | 131.420        | 139.668        |